# Glina (Piotrków)
Pour les articles homonymes, voir Glina.
Glina (prononciation [ˈɡlina]) est un village de la gmina de Wola Krzysztoporska, du powiat de Piotrków, dans la voïvodie de Łódź, situé dans le centre de la Pologne.
Il se situe à environ 7 kilomètres à l'est de Wola Krzysztoporska (siège de la gmina), 5 kilomètres au sud de Piotrków Trybunalski (siège du powiat) et 49 kilomètres au sud de Łódź (capitale de la voïvodie).

## Administration
De 1975 à 1998, le village était attaché administrativement à l'ancienne voïvodie de Piotrków.

Depuis 1999, il fait partie de la nouvelle voïvodie de Łódź.